# شهرك غلستان إمام خميني
شهرك غلستان إمام خميني (بالفارسية: شهرک گلستان) هي قرية تقع في غلستان في إيران. يقدر عدد سكانها بـ 222 نسمة بحسب إحصاء 2016.